# Rio de Couros
Rio de Couros ist ein Ort und eine ehemalige Gemeinde (Freguesia) im portugiesischen Kreis Ourém. Die Gemeinde hatte 1877 Einwohner (Stand 30. Juni 2011).
Am 29. September 2013 wurden die Gemeinden Rio de Couros und Casal dos Bernardos zur neuen Gemeinde União das Freguesias de Rio de Couros e Casal dos Bernardos zusammengeschlossen. Rio de Couros ist Sitz dieser neu gebildeten Gemeinde.